# Superland

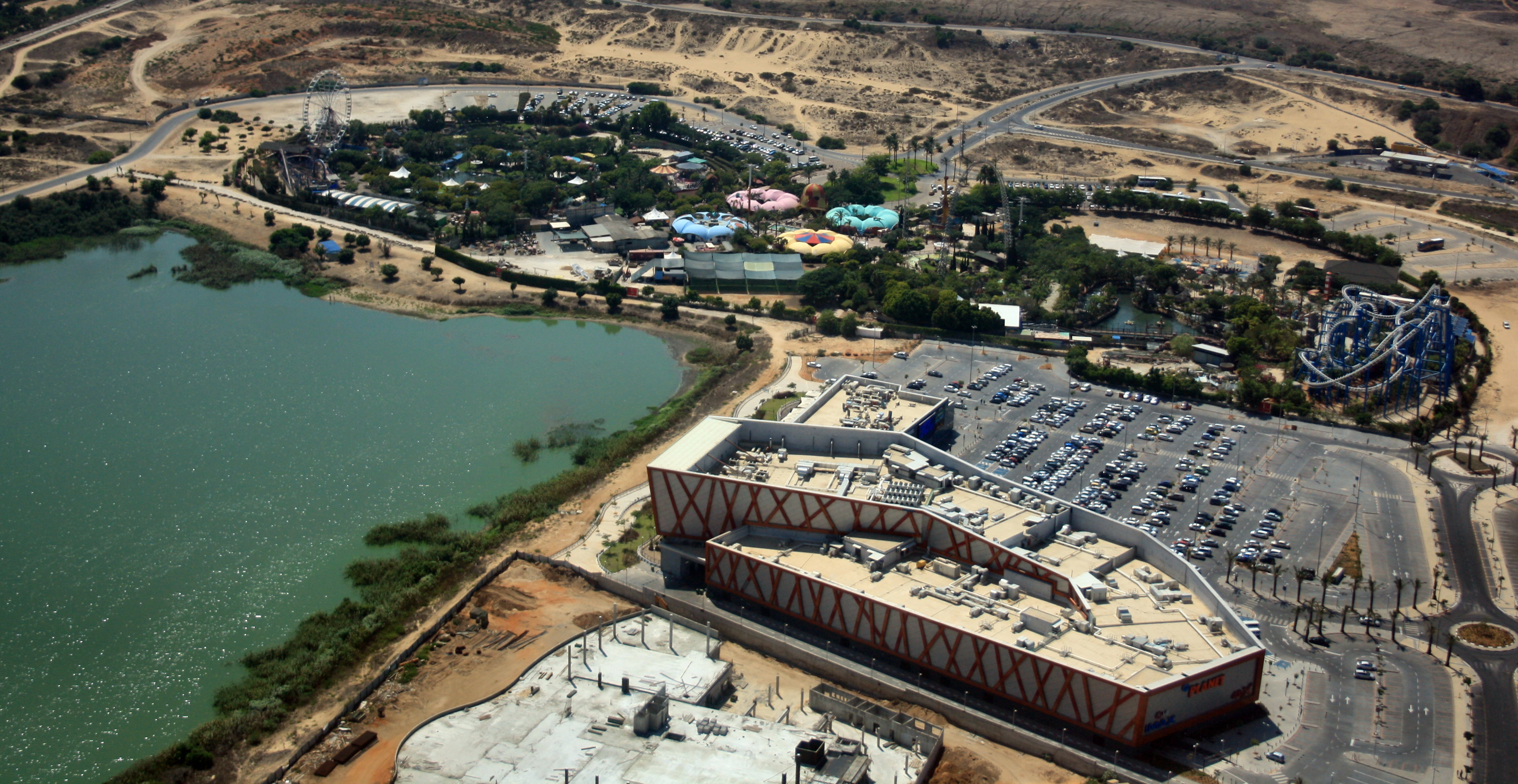
Vue aérienne du parc.

Superland est un parc d'attractions situé à Rishon LeZion en Israël. Superland couvre une superficie de 38 hectares avec trois circuits de montagnes russes et trois installations dans les établissements secs et humides[Quoi ?], un téléphérique et le saut à l'élastique nommé Skycoaster.
Superland ouvre au public en 1991 et il est l'un des principaux parcs d'attractions d'Israël avec Luna Park (Tel Aviv) et le parc ornithologique de Tel Aviv : Zapari.

## Source
- (en) Cet article est partiellement ou en totalité issu de l’article de Wikipédia en anglais intitulé « Superland » (voir la liste des auteurs).